# Lestrod Roland
Pour les articles homonymes, voir Roland (homonymie).
Lestrod Roland (né le 5 septembre 1992 à Basseterre) est un athlète de Saint-Christophe-et-Niévès, spécialiste du sprint.
Avec ses coéquipiers, Antoine Adams, Jason Rogers et Brijesh Lawrence, il bat le record national du 4 x 100 m en 38 s 41 lors des Jeux olympiques de Londres.